# ジョン・グラント

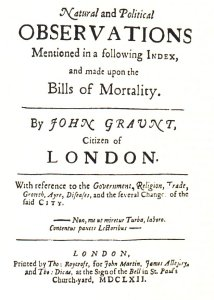
『死亡表に関する自然的および政治的諸観察』初版表紙

ジョン・グラント（John Graunt、1620年4月24日 - 1674年4月18日）は、イギリスの商人である。1662年に『死亡表に関する自然的および政治的諸観察』を著し、その功績から統計学の創始者のひとりとして知られている。

## 生涯
1620年4月24日、ヘンリー・グラント（Henry Graunt）とメアリー・グラント（Mary Grount）の息子として誕生した。ヘンリーはハンプシャーの出身であったが1604年、12歳よりロンドンで徒弟として働き、1614年に毛織物商組合の会員となった。グラントは襟職人（collarmaker）であり、おそらく1620年ごろよりコーンヒルのセントマイケル教区、バーチン・レーン（Birchin Lane）に住んでいた。ヘンリーは同地で「七つ星」（Seven Stars）という屋号の反物商を営んでいた。教区の記録によれば、グラント家には少なくとも7人の子供がおり、ジョンは長男、あるいは最初に洗礼を受けた子供であった。幼少期には英語の教育を受け、16歳ごろより父のもとで徒弟として修行した。その後も彼は独学を続け、開店前の早朝にラテン語とフランス語を学んで修得したほか、ソッツィーニ派の文献を広く読書していた。1641年にメアリー・スコットと結婚し、その後に毛織物商組合の会員権を相続した。
グラントは紳士用小間物商人（harberdasher of small wares）として、1651年頃にはロンドン政財界における有力者になっていた。サミュエル・ピープスやサミュエル・クーパー、ベンジャミン・ラドヤードといった人物と親交を深め、1950年にはウィリアム・ペティをグレシャム・カレッジの音楽教授に斡旋した。メジャー・グリーンウッドはこの人事について、「解剖学教授が音楽教授となったことの理由は、明らかではない。このグレシャムの任命が不正人事であったとすれば，なぜその人事は、ペティのためになされたのか……ペティはグラントを口説き落とした［のであろうか］」と訝しんでいる。グラントは1662年、『死亡表に関する自然的および政治的諸観察（Natural and Political Observations Mentioned in a Following Index, and Made upon the Bills of Mortality）』を発表した。同書においてグラントは埋葬届に基づく死亡表や出生記録を分析し、人間の出生・死亡に統計的規則性が存在することを提示した。同書は高い評価を得ており、刊行の同年には2版が出たほか、グラント自身も王立協会の会員に薦挙された。
グラントは1666年のロンドン大火で多くの財産を失った。彼は1669年から1671年までロンドンの市議会議員をつとめるなど、政治的には重要な役職についていたが、大火の影響、あるいは賢明でない不動産投機、本業の不調などの理由から経済的には苦境にあった。ペティの援助によりグラントの邸宅は再建されたものの、1666年にはバーチン・レーンの邸宅がペティに売却された。グラントはその後も引き続きバーチン・レーンの邸宅に居住したが、ペティへの家賃未納が続き、少なくとも1973年にはボルト・コート（Bolt Court）に移住した。また、これに前後してグラントはカトリックに改宗している。グラントは1674年に国教忌避法（Recusancy Act）違反で告発されるも、同年4月18日に黄疸により死去した。彼の死後、その財産は没収されたものの、ペティは未亡人であるメアリーを援助していたようである。